# Controle do Xbox 360
O controle do Xbox 360 é um controle de vídeo game desenvolvido pela Microsoft para o console Xbox 360, ele também é compatível com PCs com sistema operacional Windows. Ele foi apresentado junto ao console no evento Electronic Entertainment Expo em 2005. Existem duas versões do controle, com fio (via USB), e sem fio (atuando na frequência de 2.4 GHz). O controle utiliza duas pilhas AA, ou a bateria de íon lítio original da Microsoft.

## Design
Os botões do controle incluem: 2 joysticks analógicos  , dois gatilhos analógicos  , 2 botões de ombro  , 4 botões de ação     , 3 outros botões  (Back)  (Start) (wireless), um D-pad (botões direcionais) e um Botão de guia Xbox para várias funções.